# Воскресенка (Київ)
Воскресе́нка, Воскресе́нський маси́в — житловий масив у Дніпровському районі міста Києва на лівому березі Дніпра. Зведений на місці колишньої Воскресенської слобідки. З півночі Воскресенка межує з Вигурівщиною-Троєщиною, із заходу — з Райдужним масивом, з півдня та сходу оточений лісопарковою смугою.
Основні магістралі Воскресенки — Воскресенський проспект, проспект Алішера Навої, вулиця Остафія Дашкевича. До Воскресенки прилягають місцевості Вигурівщина, Куликове, Микільська слобідка.

## Історія

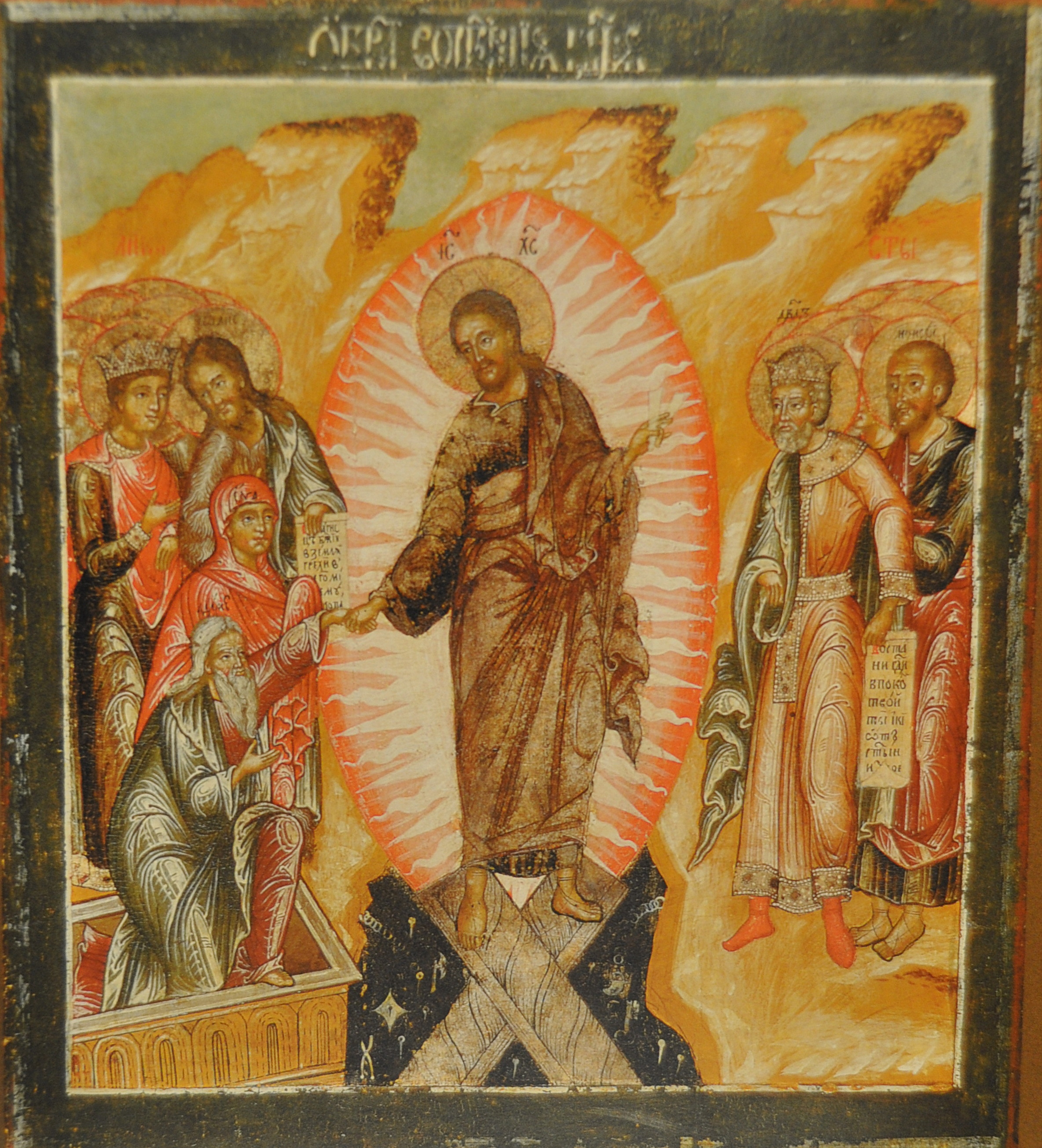
Древня православна ікона, яка зображує Воскресіння Христове — свято, на честь якого мікрорайон здобув свою назву

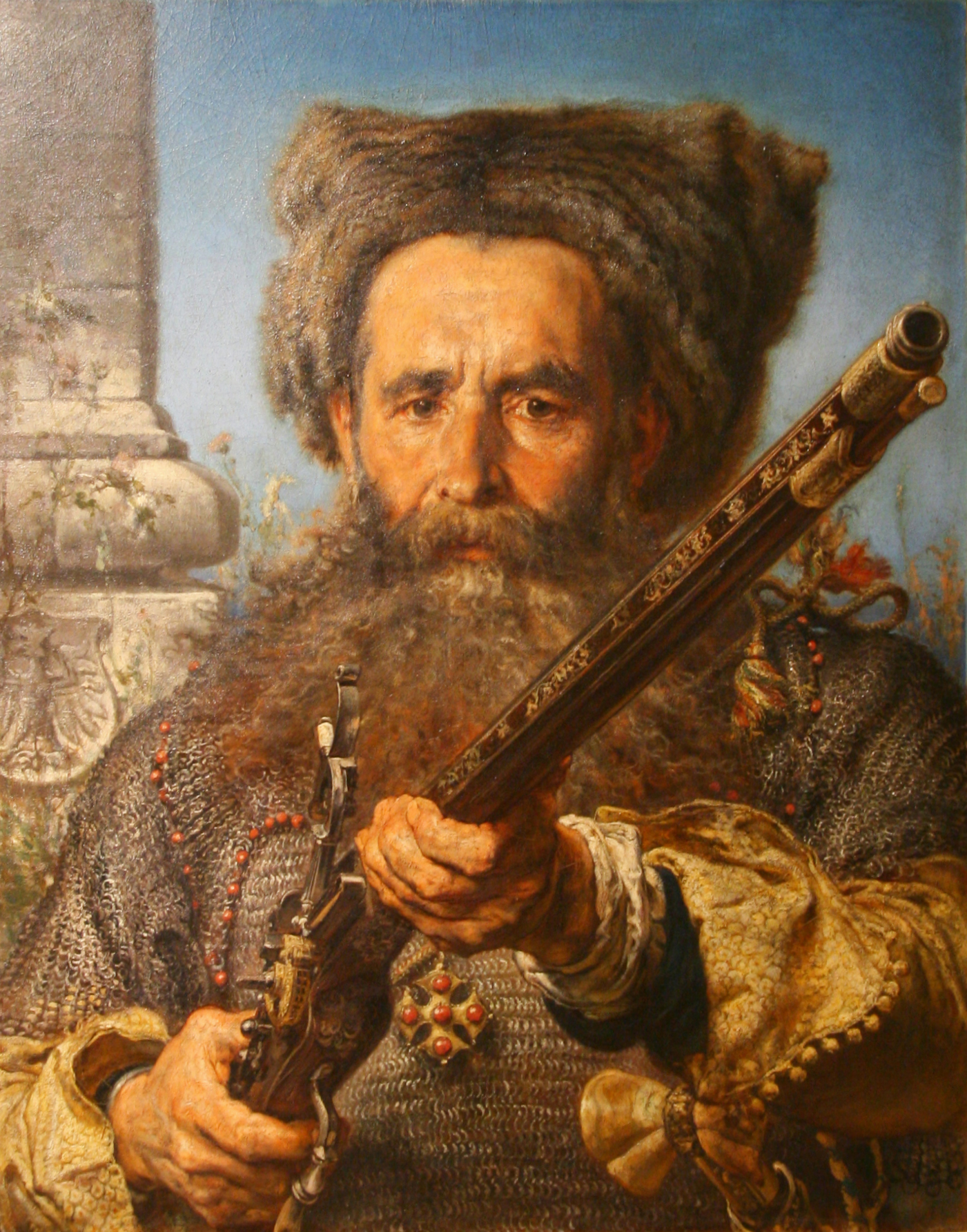
Остафій Дашкевич

Вже сама назва Воскресенки свідчить про її тісний зв'язок з багатим і непростим козацько-християнським минулим Подніпров'я, Київської Русі-України. Це цілком підтверджується історичними даними, оскільки батьком-засновником Воскресенки по праву може вважатись руський князь Євстафій Дашкевич — один зі славетних і шанованих у народі отаманів козаків-християн Подніпров'я XVI ст., перших отаманів Війська Запорозького і, отже творців новітньої української державності.
Також назва мікрорайону, яка нагадує про найбільше православне свято — Великдень, Воскресіння Христове, свідчить про його зв'язок з багатою християнською історією Подніпров'я, минулим простого трудового народу вільної України та святої Русі й може бути витлумачена як ознака великої благодаті Божої, яка пов'язана з цим невеликим краєм у межах сучасного мегаполіса — благословенною Воскресенкою.
Остафій Дашкевич — один з перших власників Воскресенки, один з перших руських козачих отаманів XVI століття, князь з династії Рюриковичів і Глинських, козачий отаман, який одним з перших у світі озброїв свої загони вогнепальною зброєю. Може вважатись одним зі співзасновників Війська Запорозького.

## Річ Посполита
Воскресенська слобідка (тобто «історична» Воскресенка) простягалася між Дніпром і, орієнтовно, сучасним Воскресенським проспектом. Вона відома з XVI століття як «земля Євстафієва» або «Євстафіївська земля» (востаннє згадана у XVIII столітті), що належала відомому військовому діячу, канівському та черкаському старості Остафію Дашкевичу, який подарував ці землі Воскресенській церкві (розташовувалася на Подолі й також побудована коштом Дашкевича). Звідси й походить назва майбутньої слобідки.

## Царство Московсько-Руське
Входила до складу земель Остерської сотні Переяславського полку Війська Запорозького, потім після його ліквідації — до Остерського повіту Чернігівської губернії.

## Російська імперія
У 1719 році за розпорядженням київського губернатора князя Д. М. Голіцина під час чергового «розкуркулення» церковного майна Воскресенка була вилучена у Воскресенської церкви та під новою назвою Губернаторська слобідка перетворена на ранговий маєток київських губернаторів та комендантів Печерської фортеці.
У середині XVIII ст. було споруджено церкву Воскресіння Христового.
У 1786 році Воскресенка остаточно перейшла у казенне володіння.

## Українська Республіка
У 1930—1933 роках уся місцевість входила до Київської приміської смуги. До складу Києва включена з 1933 року.
Протягом 1960—1980-х років історичну забудову слобідки майже повністю знесено (лишилася тільки вулиця Марка Черемшини), поряд з нею протягом 1960-х років збудовано Воскресенський житловий масив, до якого в 1980—1982 роках прибудовано мікрорайон Куликове поле на місці знесеного селища Куликове, у 1970-ті роки — житловий масив Кибальчич, а на місці знесеної Воскресенської слобідки — 1-й і 2-й мікрорайони житлового масиву Райдужного (побудований у 1977—1985 роках).
На Воскресенці прокладено Воскресенську вулицю (до 1968 року — частина колишнього Воскресенського шосе).

## Сучасність
Нині мікрорайон вважається одним з найбільш спокійних і затишних районів Києва, «заповідником» серед численних новобудов Лівого Берега. Автори проєкту — архітектори О. Кривоглаз і А. Дубінська, М. Ліберберг. На теренах мікрорайону працюють школи, дитсадки, лікарні, бібліотеки, кілька торгових центрів (зокрема ТРЦ «Квадрат», збудований на місці пам'ятного старожилам радянського кінотеатру «Аврора») тощо.
На теренах мікрорайону працюють храми та релігійні заклади різних спільнот, зокрема кілька православних храмів, один храм протестантів-адвентистів, домашня мусульманська мечеть і єврейська релігійна школа, розташована на місці колишнього дитячого садка.

## Відновлення історичної справедливості

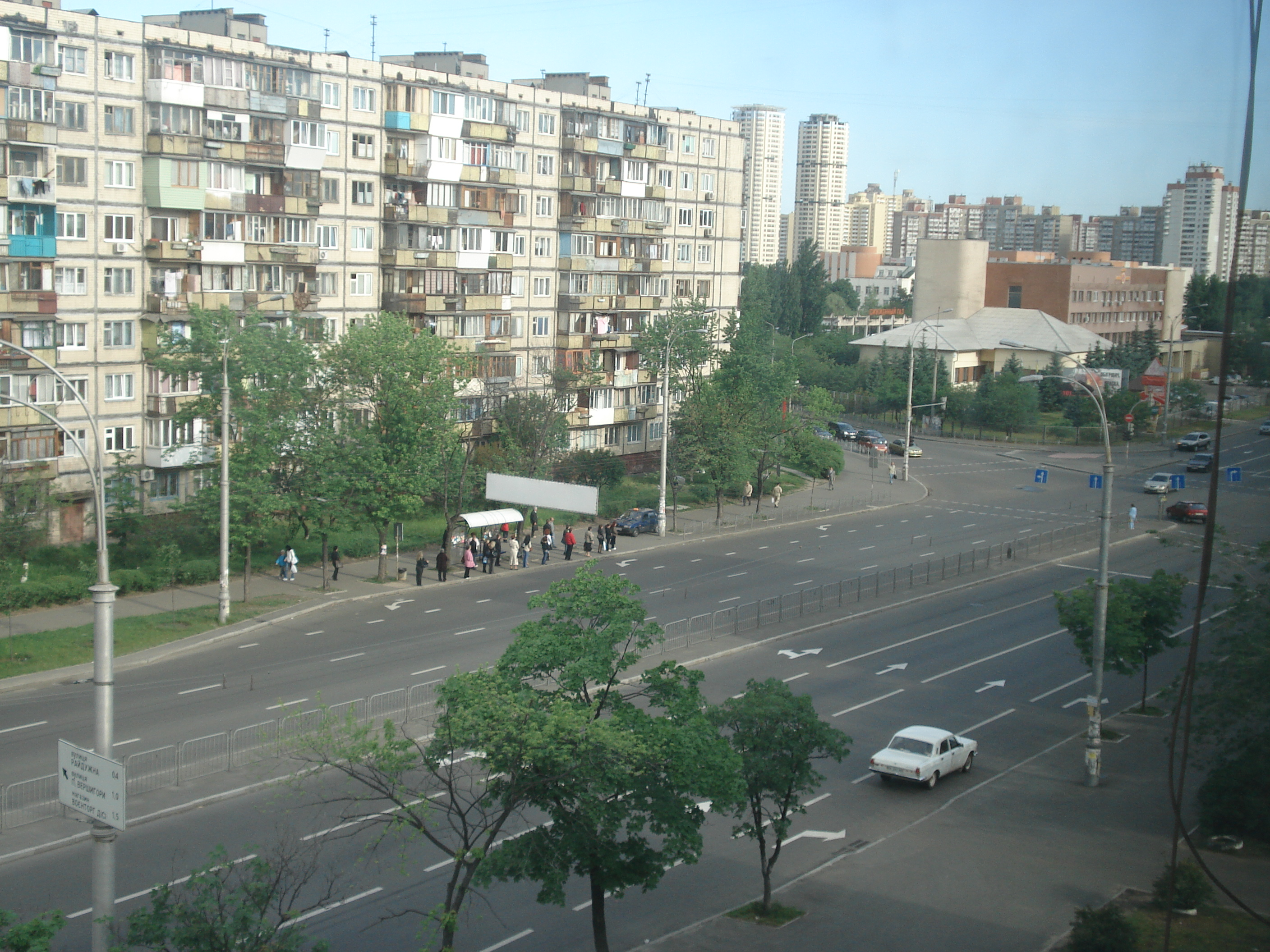
Будинок по Воскресенському проспекту, 25, у дворі якого знаходилося кладовище

Під час побудови мікрорайону Воскресенка було знищено щонайменше два старі сільські кладовища. Частину поховань родичам вдалося перенести на Лісове кладовище, а інші просто згорнули.
Нині ведуться роботи з увіковічення пам'яті про засновників і перших жителів Воскресенки, її непростої, багатовікової історії. Так планується установка хреста на пагорбі з залишками поховань корінних жителів села, установка на території мікрорайону пам'ятника отаману Євстафію Дашкевичу, першому власнику Воскресенки і одному з засновників Війська Запорозького на знак зв'язку історії мікрорайону з багатою козацько-християнською культурою, культурою вільних людей-козаків Подніпров'я і всієї вільної України. Також внесена пропозиція про присвоєння розташованій на території мікрорайону Академії МВС імені вищезгаданого древнього козацького отамана.

## Транспорт
- Київський автобус: 6, 44, 46, 59, 70, 77, 79, 110, 112
- Київський тролейбус: 29, 37, 37А, 50, 50К
- Київський трамвай: 22, 27, 28, 33, 35
- Маршрутні таксі: 222, 233, 242, 405, 416, 434, 476, 498, 504, 509, 511, 529, 555, 578, 580, 590
- Приміські автобуси: 320, 325